# Ovše
Ovše (nemško Gottesbichl) je naselje v občini Štalenska gora v okraju Celovec-dežela na severno-osrednjem robu Celovškega polja na meji mesta Celovec in njenega mestnega okraja Trdnja vas na Koroškem v Avstriji.

## Cerkvena ureditev
Ovše pripadajo dvojezični dekaniji Tinje, ki je bila do leta 1938 slovenska (razen Otmanj, ki so bile dvojezične, nemško-slovenske) ter je sedaj uradno dvojezična, medtem ko je župnija Šenttomaž pri Celovcu, kateri pripadajo Ovše, uradno le še nemška. 

## Zgodovina
Ime naselja Ovše oziroma njegove nemške inačice Gottesbichl, je bilo prvič omenjeno leta 1230. Vendar je posestvo „Gotespuhel“, ki ga je koroški vojvoda Bernard Spanheimski podaril cistercijanski opatiji Vetrinj, identično današnjemu zaselku Goričica (nem. Kreuzbichl). Le manjši del naselja leži v občini Štalenska gora.
Na oziroma v Ovšah je bila nekoč cerkev posvečena apostolu Pavlu, ki je v vizitacijskih poročilih iz let 1616 in 1660 opisana kot podružnica župnije Šentrupert v Celovcu. Glede na krajevno ime, ki se nanaša nanjo, je treba domnevati, da je cerkev, ki je zdaj izginila brez sledu, zelo stara.
Verjetno je, da so domači kosezi v Ovšah darovali cerkev, med katerimi jih je bilo v poznem srednjem veku tukaj še veliko. Okoli leta 1692 je bila še vedno cilj romanja župnije Šenttomaž pri Celovcu, ki je v Ovše prihajalo na nedeljo po svetem Jakobu (konec julija), nekdanjem prazniku posvetitve cerkve.
Na jožefinskem vojnem zemljevidu je cerkev v Ovšah še vedno označena v špranji med potmi, ki vodijo v Partovco in Gundrski grad. Verjetno so cerkev sekularizirali v osemdesetih letih 17. stoletja in nato porušili.

## Poimenovanje
Pavel Zdovc je zapisal rabo krajevnega imena kot sledi: Ovše, pri Šenttomažu, na Óvšah, na Óvše, z Ovš tudi v Óvšah, v Óvše, iz Óvš; kraj pogov. Hóše, na Hóšah; tudi Na Gúzah, na Gúzah, na Gúze, z Gúz.

## Ledinska in hišna imena
V franciscejskem katastru so zapisana ledinska imena v smeri urinega kazalca z začetkom na severu:  "Gottesbüchel" (Ovše), "Sechzigerberg" (verjetno, po domačem pričevanju enako kot "Tamnach" (Na Tamnah, Temna gora), "Kreuzbühel" (Goričica), vzhodno "na Zhrani" , južno "pod Krajam" (Pod krajem), vzhodno "Petschnik" (Pečnik (verjetno hišno ime)), severo-zahodno "Grubelze" (mala jama?), ter "Per Rabi" (Pri Rabi, (reka Raba). Na Tamnah je tudi osrednji siže literarne črtice domačega avtorja Bojan-Ilije Schnabla. Domače ledine prav v teh rajih so tudi siže črtice domačega avtorja "Božja pot do Gospe Svete in nazaj".

## Narečje
Zgodovinsko domače slovensko narečje je (bila) poljanščina Celovškega polja, kot je bilo zapisano leta v doktorski disertaciji Katje Sturm-Schnabl leta 1973 ter terminološko opredeljeno kot takšno šele v okviru znanstveno raziskovalnega dela Bojana-Ilije Schnabl ob pripravah za Enciklopedije slovenske kulturne zgodovine na Koroškem (2010 oz.  2016).
Nemščina je prisotna v obliki osrednje-koroškega nemškega narečja.

## Demografski razvoj v 20. stoletju
V soseski Ovše, ki leži v katastrski občini Šenttomaž, je bila do šestdesetih let 20. stoletja le ena hiša. Šele po obsežni spremembi namembnosti stavbnih zemljišč v zadnjih dveh desetletjih je tu nastalo naselje (1991: 22 hiš in 62 prebivalcev), ki se nemoteno zliva s sosesko v Celovcu na drugi strani ceste. Od takrat se je število prebivalcev spet zmanjšalo (2011: 50 prebivalcev).

## Literarna podoba
- Bojan-Ilija Schnabl: Tamnah, Na Tamnah – Temna gora: Zgodovinska črtica o imenu hriba nad Celovškim poljem. V: Koledar Mohorjeve družbe 2013. Celovec 2012, str. 134-137.
- Bojan-Ilija Schnabl. Božja pot do Gospe Svete in nazaj ali večno mlade lipe. V: Koledar Mohorjeve družbe v Celovcu za prestopno leto 2012. Celovec: Mohorjeva družba, Celovec 2011, str. 112-116.
- Bojan-Ilija Schnabl: Poljanski camino, str. 14-23.

## literatura
- Wilhelm Wadl: Magdalensberg, Natur - Geschichte - Gegenwart , Gemeindechronik. Klagenfurt/Celovec, Heyn Verlag, 1995 (1. izdaja), 2024 (druga , razširjena izdaja), 440 strani.